# We (kana)
ゑ in hiragana o ヱ in katakana è un kana giapponese obsoleto dal 1946 insieme a ゐ, usato raramente e rappresenta una mora.
Oggi un hiragana arcaico e fuori uso comune, si presume che ゑ un tempo avesse una pronuncia distinta da え, nel Periodo Nara era "we" /ɰᵝe/ .

## Storia
Il Kana ゑ ha origine nel periodo Heian man'yogana 惠, il quale aveva un valore fonetico simile al moderno わ, cioè /ɰᵝe/ ed era distinto sia da 衣 (E) ed 江 ( je).
Si ritiene che poi la sua pronuncia variasse in base alla posizione nella frase, possibilmente era /βe/ in posizione intervocalica mentre /ɰʲe/ in posizione iniziale.
Fino al periodo Kamakura, la pronuncia di questo kana rimase intatta.
Intorno all'XI secolo tuttavia, per via della rotazione consonantica della "Linea P", Il kana へ (HE) diventò pronunciato /β̞e/ o /ɰᵝe/ così ゑ si fuse in pronuncia al kana え che all'epoca era pronunciato /je/.
ゑ, diventato una mera variante grafica di え, rimase nella parole che lo contenevano come 聲 (こゑ /kowe/ suono, voce)
La pronuncia di ゑ come /je/ rimase fino almeno alla seconda metà del periodo Edo, in quanto i primi viaggiatori dall'Europa in Giappone nel diciassettesimo secolo, riferivano che nelle prime trascrizioni del kana ゑ e la vocale え entrambi fossero pronunciati come /je/, ad esempio 円 (ゑん), trascritto nel diciassettesimo secolo come "yen" ed pronunciato /jen/; mentre un secolo dopo, nel diciottesimo secolo, la pronuncia di ゑ era mutata in /e/ come la vocale え /e/.
Per via di un errore di traslitterazione, nel diciottesimo secolo, il kana ゑ venne ancora trascritto in pronuncia nei dizionari come "YE" /je/ quando ormai il suono /je/ non esisteva più in Giapponese antico, ed solo nella revisione del diciannovesimo secolo venne corretto, anche se ormai la pronuncia vecchia /je/ si era ormai generalizzata per molti dei vocaboli originariamente trascritti (la pronuncia moderna /jen/ di 円 è una di questi).
Nel 1946, con la riforma generale della scrittura, venne eliminato il kana ゑ con il katakana ヱ da tutte le parole che lo contenevano, rimpiazzandolo con え.

### Uso moderno
Questo kana è quasi scomparso dall'uso comune, mentre è ancora usato nei testi scritti nello stile classico (lingua giapponese scritta usata dal Periodo Heian fino al Periodo Meiji) , studiato per interesse accademico nel linguaggio storico (es: Nella traduzione e studio di testi antichi) oppure impiegato in alcuni posti di rilevanza storica per enfatizzare folklore o aggiungere mistero e storicità ad alcuni posti (in simil modo all'uso della parola folkloristica "Ye olde" in Inghilterra).
È usato raramente, come per il nome della birra Yebisu scritto "ヱビス" ma pronunciato "Ebisu".
Alcune parole occidentali come "western, "ヱスタン", lo possono usare mentre alcune parole storiche che lo usavano sono 円 (-en, yen) e 声 (koe, kowe/koye). 
Inoltre ne è permesso l'uso dei caratteri per scegliere un nome a un figlio, anche se la pronuncia non si differenzia da エ.

## Scrittura

Ordine di scrittura del Hiragana WE
Ordine di scrittura del Katakana WE